# Chrysopogon pellos
Chrysopogon pellos är en tvåvingeart som beskrevs av Clements 1985. Chrysopogon pellos ingår i släktet Chrysopogon och familjen rovflugor. Inga underarter finns listade i Catalogue of Life.